# Nüshu

"Nüshu" skrivet i nüshu (läses från höger till vänster)

Nüshu (förenklad kinesiska: 女书, traditionell kinesiska: 女書, pinyin: Nǚshū) är en stavelseskrift som har sitt ursprung i kinesiska tecken. Nüshu användes enbart av kvinnor i Jiangyong i Hunanprovinsen i södra Kina.

## Kännetecken
Till skillnad från kinesiskt standardskrift, som är logografisk (varje tecken representerar ett ord eller en del av ett ord), är nüshu fonetisk. Var och en av dess ungefär 600-700 tecken representerar en stavelse. Detta är ungefär hälften av antalet som krävs för att representera alla stavelser i Tuhua-dialekten. Och eftersom tonala skillnader ofta ignoreras gör det nüshu till "den mest revolutionerande och grundliga förenklingen av kinesiska tecken som någonsin har försökts". Zhou Shuoyi, ansedd som den enda mannen som har fullt lärt sig skriftspråket, sammanställde en ordlista med 1800 olika karaktärer och allografer.
Det har föreslagits att nüshu-tecken verkar vara en kursiv variant av kaishu, som kan ses i skriftens namn, även om vissa tecken har modifierats väsentligt för att bättre passa i brodermönster. Penseldragen i tecknen är i form av prickar, bågar, horisontella och sneda linjer. Texten skrivs traditionellt i vertikala kolumner som löper från höger till vänster, men i moderna sammanhang kan det skrivas i horisontella linjer från vänster till höger, precis som modern kinesiska. Till skillnad från vanlig kinesiska anses korrekt handstil för nüshu vara mycket tunna, nästan trådliknande linjer.
Cirka 100 av tecknen är kopierade direkt från kinesiska förutom att teckenformen är romboid istället för kvadrat, spegelvända, och ofta med mindre antal drag. Ytterligare hundra har modifierats, men är fortfarande lätta att känna igen, som nü 'kvinna' ovan. Cirka 200 har modifierats kraftigt, men spår av det ursprungliga kinesiska tecknet är fortfarande synliga.
Resten av tecknen är fonetiska. Det är antingen modifierade tecken, som ovan, eller delar extraherade från tecken. De används som symboler för att uttrycka 130 fonetiska stavelser, var och en för att i genomsnitt skriva tio homofona eller nästan homofoniska ord, även om det finns allografer också. Kvinnor skilde sig åt i vilket kinesiskt tecken de föredrog för ett visst fonetiskt uttal.

## Historia
Det är okänt när eller hur nüshu uppstod, men eftersom det  är baserat på kinesisk normalstil måste det ha skapats efter standardiseringen av hanzi (cirka år 900). Många   förenklingar som finns i nüshu hade använts informellt i standardkinesiska sedan Song- och Yuan- dynastin (1200 - 1300-talet). Det verkar ha nått sin topp under den senare delen av Qing-dynastin (1644–1911).
Under den senare delen av 1800-talet slutade yngre flickor och kvinnor att lära sig nüshu mest på grund av omfattande sociala, kulturella och politiska förändringar och i mindre utsträckning högre läskunnighet av hanzi och det började falla ur bruk när äldre användare dog. Skriften motarbetades av japanerna under deras invasion av Kina på 1930-40-talet eftersom de fruktade att kineserna kunde använda det för att skicka hemliga meddelanden och även under Kinas kulturrevolution (1966–76) gjordes försök till att stoppa användningen av nüshu. De sista kvinnorna som kunde skriftspråket dog på 1990-talet (den sista 2004).
Det är numera inte tradition att kvinnor lär sig nüshu och läskunnighet av nüshu är nu begränsad till ett fåtal forskare som lärde sig från de sista kvinnorna som kunde skriva det. Efter att Yang Yueqing gjort en dokumentär om nüshu började regeringen i Kina emellertid uppmuntra ansträngningarna för att bevara det hotade skriftspråket och det finns yngre kvinnor som försöket lära sig det.

### Senare år
Yang Huanyi, en invånare i Jiangyong, var den sista som kunde skriftsystemet flytande och dog vid 98 års ålder den 20 september 2004.
Lisa See beskriver användningen av nüshu bland 1800-talskvinnor i boken Snöblomma och den hemliga solfjädern

## Verk
En stor del av nüshutexter var små tygbundna böcker skapade av laotong (svurna systrar) och mödrar och gavs till kvinnor när denne skulle gifta sig. De skrev ner sånger på nüshu som gavs till den nygifta kvinnan 3 dagar efter vigseln. På detta sätt uttryckte de sina lyckönskningar för den unga kvinnan som lämnat byn för att gifta sig och deras sorg för att ha skilts från henne.
Andra verk, inklusive dikter och sångtexter, vävdes in i bälten och remmar eller broderades på vardagsartiklar och kläder.